# النظام السويسري

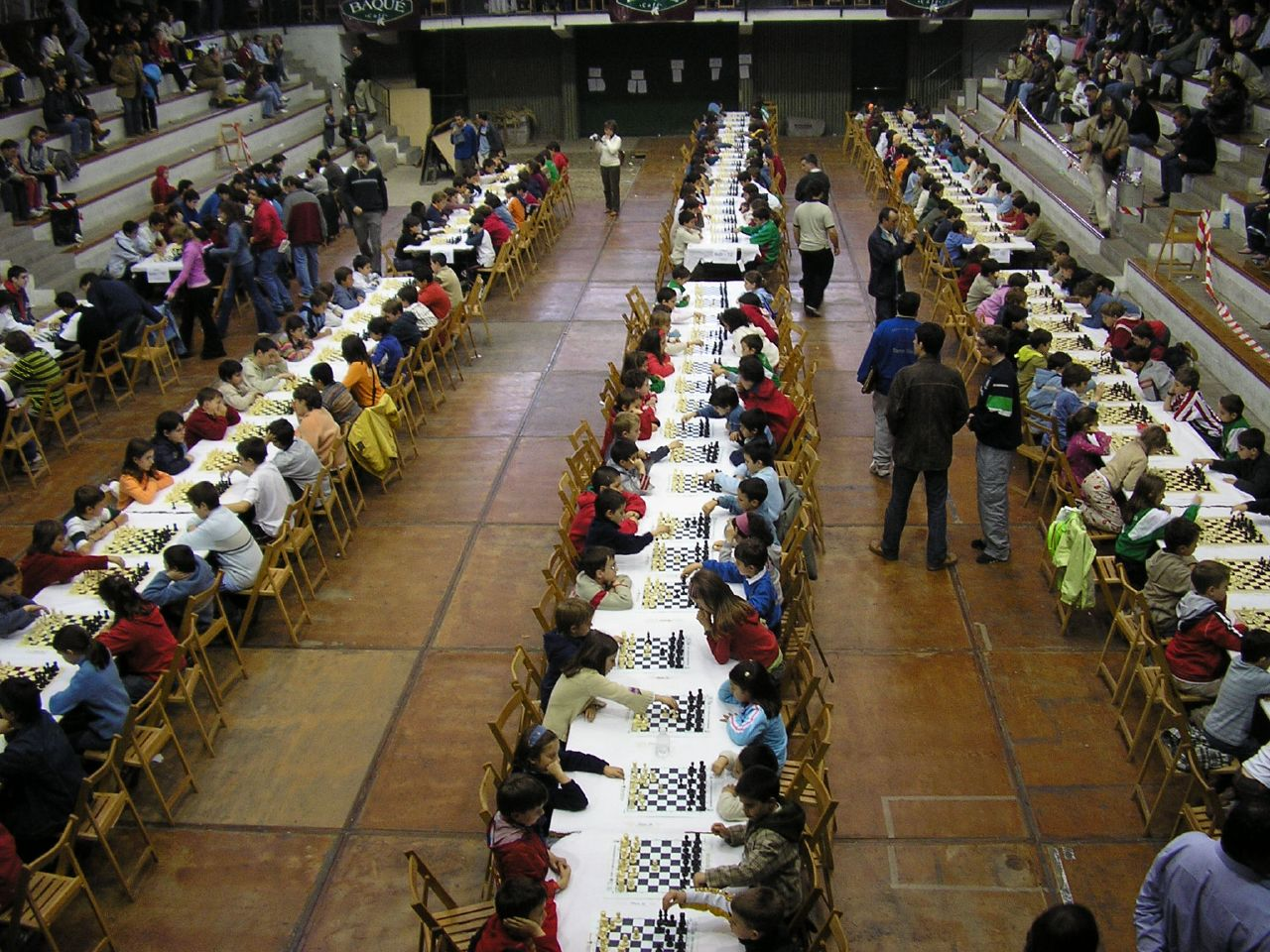

النظام السويسري هو نظام أكثر استخداما لمنافسات العالم في الشطرنج في المنافسات الفردية والجماعية. كما أنه يستخدم في رياضات أخرى مثل بيتانك بريدج، لعبة الضامة، السكرابل ، تنس الطاولة ... وضعه الدكتور موللردي بروغ عام 1895 إلا أن تطبيقه كان على نطاق ضيق لغاية عام1930 حـيـث بدأت بـعض الإتحادات الأوربية والأمريكية
بتطبيقه وكان الاتحاد السوفيتي آخر دولة اعتمدت هذا النظام.
وفي عام1972 عمد الاتحاد الدولي إلى النظام السويسري وكلف السيد هاركيز بروان من الولايات المتحدة الأمريكية والسيد هالاي رد من كندا لوضع أسس تطبيقية لهذا النظام وبدأ الاتحاد الدولي بتطبيقه لأول مرة في أولمبياد الشطرنج 1976 وقد خضع هذا النظام إلى التعديل عدة مرات أعوام :1984-1987-1988-1990-1992-1994-1998 .

## قانون النظام السويسري
قانون النظام السويسري دوري الشطرنج بالطريقة السويسرية على أساس التصنيف مصادق عليه من طرف الجموع العامة للاتحاد الدولي للشطرنج المنعقدة سنوات 1992و 1997 و 1998.

### تحديدات أولية

#### التصنيف
يستحسن التحقق من كل التصنيفات التي يدلي بها اللاعبون. إذا لم يتم التعرف على أي تصنيف موثوق به لأحد اللاعبين، حري بالحكام تقدير تصنيف تقريبي يكون دقيقا قدر الإمكان، وذلك قبل انطلاقة الدوري. ( و لتحويل نظام تصنيف الإنكو الألماني German Ingo أو تصنيف الاتحاد البريطاني للشطرنج BCF يلزم اعتماد تصنيف = 2840 – 8 x الإنكو = 600 + 8 x BCF)....

#### الترتيب
من أجل القيام بعملية التزويج لا غير، يتم ترتيب اللاعبين على التوالي حسب :
أ‌) النتيجة
ب‌) التصنيف
ج‌) لقب الاتحاد الدولي ( أستاذ دولي كبير IGM – أستاذة دولية كبيرة WGM – أستاذ دولي IM – أستاذة دولية WIM – أستاذ فيدرالي FM – أستاذة فيدرالية WFM – دون لقب)
د‌) حسب التسلسل الأبجدي ( ما لم يُعلن مُسبقا عن استبدال هذا المقياس بمقياس آخر)....
يتم تحديد أرقام التزويج بناء على الترتيب المعلن عنه قبل الجولة الأولى ( أي عندما تكون كافة النتائج سلبية حتما)؛ حيث يُمنح رقم 1 لصاحب أعلى ترتيب وهكذا.....

#### أقواس النتائج
يشكل اللاعبون الحاصلون على نتائج متكافئة مجموعة متجانسة من النتائج تسمى قوسا. و بُعيد تزويج قوس معين، يُحلق اللاعبون الذين يظلون خارج العملية إلى قوس النتائج المُوالي والذي سوف يُشكل بالتالي مجموعة مُتغايِرة أو غير متجانسة. عند تزويج اللاعبين داخل قوس متغاير يلزم البدء أولا، متى كان ذلك ممكنا، بأولئك اللاعبين المُلحقين ؛ و هو ما يُفضي إلى بروز قوس نتائج آخر يُعتبر متجانسا. يتم التعاطي مع مجموعة متغايرة من النتائج، قدِم نصف لاعبيها على الأقل من قوس أعلى، كما لو أنها كانت مجموعة متجانسة....

#### حالات التعويم Floats
عند القيام بتزويج قوس من النتائج المتغايرة، يُخضَع اللاعبون الحاصلون على نتائج غير متساوية للتزويج. و للتأكد من عدم حدوث ذلك في الجولة القادمة لنفس اللاعبين مجددا، يتم تدوينه على بطاقة التزويج. إذ يحصل اللاعب الأعلى تصنيفا على علامة طفو نحو الأسفل ()، فيما يأخذ اللاعب الأدنى تصنيفا علامة طفو نحو الأعلى ()....

#### فُرص التسريح Byes
إذا كان( أو إن أصبح) العدد الإجمالي للاعبين عددا فرديا، يظل أحد اللاعبين بلا خصم. يحصل هذا اللاعب على تسريح bye : دون نِد ودون لون، لكنه يحصُل على نقطة واحدة. يعد التسريح بمثابة طفو نحو الأسفل.....

#### المجموعات الثانوية
يجب تقسيم كل قوس نتائج على حدة إلى مجموعتين ثانويتين بغاية تشكيل التزويج، تتم تسميتهما S1 و S2 (المجموعة الثانوية 1 و المجموعة الثانوية 2). في حالة وجود قوس من النتائج المتغايرة، تضم S1 كل اللاعبين الذين أزيحوا من قوس أعلى. في حالة وجود قائمة نتائج متجانسة، تحتوي S1 على النصف الأعلى ( المُقرب بتفريط) من عدد اللاعبين داخل السلسلة. يُشار إلى عدد اللاعبين في المجموعة الثانوية S1 بحرف "p"، التي تُلمٌح إلى عدد التزويجات اللازمة. في الحالتين معا تحتوي S2 على جميع ما تبقى من اللاعبين داخل القوس. يخضع ترتيب اللاعبين في المجموعتين الثانويتين S1 و S2 لما ينص عليه بند الترتيب .

### الاختلاف والتفاضل في اللون
يراد بفارق اللون بالنسبة للاعب احتساب عدد الجولات التي أجراها باللون الأبيض ناقص عدد جولاته باللون الأسود. عقب إجراء جولة واحدة يمكن تحديد أفضلية اللون بالنسبة لكل لاعب...
أ‌ تكون ثمة أفضلية مطلقة للون معين عندما يكون فارق اللون أكبر من 1 أو أصغر من 1أو قد تحصل هذه الأفضلية عندما يكون اللاعب قد لعب آخر جولتين له بنفس اللون. فالأفضلية بيضاء إذا كان فارق اللون أصغر كثيرا من 0 ( <<0) أو عندما يكون قد لعِب آخر جولتين له باللون الأسود؛ عدا ذلك، فالأفضلية تكون سوداء. في هذه الحالة يُعمد مسبقا إلى كتابة اللون (الإجباري) على بطاقة النتيجة. (هذه القاعدة لا تُطبٌق في الجولة الأخيرة عند القيام بتزويج لاعبين حاصلين على نتيجة بنسبة مائوية أعلى من 50 %). ب‌) تكون أفضلية اللون قوية عندما يتفاوت فارق اللون للاعب ما عن صفر.
الأفضلية بيضاء إن كان فارق اللون أدنى من 0 ( <0)، و تكون سوداء فيما عدا ذلك. ت‌) تكون أفضلية اللون طفيفة إذا كان فارق اللون للاعب يساوي صفرا، تتمثل الأفضلية هنا في تغيير اللون بناء على الجولة السالفة. و يُدوٌن فارق اللون، في هذه الحالة، بصيغة + 0أو – 0 حسب لون الجولة السابقة ( إما أبيض أو أسود تِباعا). قبل انطلاق الجولة الأولى، يتم عن طريق القرعة تحديد أفضلية اللون لأحد اللاعبين (الأعلى تصنيفا في الغالب).

#### تعريف "x"
ترمُز علامة x إلى عدد التزويجات التي بالإمكان تشكيلها داخل قوس من النتائج، سواء كانت متجانسة أو متغايرة، والتي لا تستجيب لكافة أفضليات اللون. يُمكن احتساب x كما يلي : w= عدد اللاعبين ذوي أفضلية اللون الأبيض. b = عدد اللاعبين ذوي أفضلية اللون الأسود. q = عدد اللاعبين داخل قوس النتائج مُقسم على 2.

#### تغييرات الترتيب والتبديلات
أ)عادة ما يُصبح ضروريا تغيير الترتيب داخل المجموعة الثانوية S2 قصد القيام بتزويج سليم. تشتمل الفقرة د1 على القوانين التي تُسوغ لنا القيام بتغيير من هذا النوع، وهي تسمى تغيير الترتيب transposition.
ب‌). قد يكون إلزاميا تبديل اللاعبين من S1 و S2 عند التعاطي مع قوس من النتائج المتجانسة، وقوانين إحداث التبديلات توجود بالفقرة د2. و يجب، بعد كل تغيير، ترتيب كلتا المجموعتين S1 و S2 حسب بند الترتيب .